# El Niño de la Capea
Pedro Gutiérrez Moya, conocido como Niño de la Capea (Salamanca, 17 de septiembre de 1952) es un torero retirado y ganadero español. Salió por la puerta grande de Las Ventas en cinco ocasiones y fue líder del escalafón en seis ocasiones durante los años 70 y 80.

## Biografía
Durante su infancia fue alumno de la Escuela Taurina La Capea, de donde toma apodo por su juventud. Comenzó su carrera en la tauromaquia a muy corta edad, vistiendo su primer traje de luces el 3 de mayo de 1969, en Salamanca, a la edad de 17 años y debutando con caballos el 17 de julio de 1970 cortando 2 orejas. Su primera novillada en Las Ventas la realizó el 11 de junio de 1971 con novillos de Juan Pedro Domecq. 
Manifestó en numerosas ocasiones su admiración por Paco Camino, de quien recibió la alternativa el 19 de junio de 1972 en Bilbao teniendo como testigo a Francisco Rivera "Paquirri" cortando 2 orejas y saliendo por la puerta grande. El toro de la ceremonia se llamaba Mireto de Lisardo Sánchez. Realizó su confirmación en Las Ventas el 21 de junio de 1974 apadrinado por Palomo Linares repitiendo Paquirri como testigo. El toro de la ceremonia se llamaba Girón de Atanasio Fernández. Esa tade le cortó una oreja a su primero y dos a su segundo, saliendo a hombros. El 16 de abril de 1975 apareció por primera vez en la Real Maestranza de Sevilla en la feria de abril. Ha salido 5 veces por la Puerta Grande de Las Ventas (1974, 1975, 1979, 1985 y 1988). En Las Ventas ha cortado un total de 23 orejas.
Ha tenido una muy exitosa carrera tanto en plazas europeas como americanas, siendo líder del escalafón taurino en España en las temporadas de 1973 con 84 corridas, 1975 con 92 corridas, 1976 con 86 corridas, 1978 con 80 corridas, 1979 con 76 corridas y 1981 con 68 corridas. Mantuvo una rivalidad taurina muy notoria con José Mari Manzanares, como asimismo con su paisano Julio Robles. La afición de Salamanca estaba dividida. Ha toreado cerca de 1800 corridas. Por su prestigio y reconocimiento fue nombrado Presidente de la Asociación de Matadores, Novilleros y Rejoneadores de España en 1982. Entre las faenas memorables señalar el 17 de febrero de 1985 a Manchadito, toro de Javier Garfias, en Plaza México, compartiendo cartel con Manolo Arruza y Ricardo Sánchez. Hasta la llegada de Enrique Ponce, El Niño de la Capea había sido el torero extranjero que en más ocasiones había lidiado en Plaza México. Fue también el primer español en indultar un toro en esta plaza, el toro Samurái de Begoña el 4 de mayo de 1986 en un cartel junto a Manolo Arruza y Miguel Espinosa Armillita. Ha sido un torero valeroso, mandón, con buen sentido del temple, luchador, con carácter, con ambición y gran muletero.
Después de su retiro como matador activo (si bien participa en ocasiones en festejos y festivales) se ha dedicado profesionalmente a la cría de ganado de lidia, fundando en 1987 la ganadería El Capea. Se retiró en 1988 en la plaza de toros de Salamanca.

## Vida privada
Tiene dos hijos, siendo también torero su hijo Pedro Gutiérrez Lorenzo, conocido como El Capea. La familia tiene ambiente torero, ya que su nuera es nieta de Armillita y su yerno es Miguel Ángel Perera.